# Freek Ossel
Freek Ossel (Ede, 13 juni 1954) is een Nederlands bestuurder en politicus voor de PvdA.

## Loopbaan
Freek Ossel begon zijn loopbaan bij de Algemene Secretarie en de afdeling Bestuursinformatie van de gemeente Amsterdam. In 1984 werd hij aangesteld als organisatiecoördinator van Bureau Stadhuis/Muziektheater en van 1986 tot 1990 was hij adjunct-directeur van Het Muziektheater dat op 23 september 1986 officieel werd geopend. Van 1990 tot 1996 was Ossel actief als senior adviseur bij Berenschot B.V. Van 1996 tot 2000 was Ossel stadsdeelsecretaris en directeur in Amsterdam-Zuidoost en daarna werkte hij bij de Bestuursdienst van de gemeente Amsterdam als sectordirecteur Maatschappelijke Economische en Culturele ontwikkeling (MEC). Tot 2003 was hij daar als topambtenaar verantwoordelijk voor onder meer diversiteit, werkgelegenheid en grotestedenbeleid.

### Wethouder van Amsterdam
Van 2008 tot het voorjaar van 2014 was Ossel namens de PvdA wethouder in de gemeente Amsterdam. Hij werd in maart 2008 benoemd als tussentijds opvolger van zijn afgetreden partijgenote Hennah Buyne. In zijn eerste periode als wethouder van 2008 tot 2010 had Freek Ossel werk en inkomen, wijkaanpak, stedelijke vernieuwing, diversiteit, haven en luchthaven in zijn portefeuille. In 2010 kwam hij in een enquête van het lokale Tv-station AT5 als minste wethouder van Amsterdam uit de bus, met name omdat duizenden studenten in de stad dreigbrieven hadden ontvangen over hun vermeende illegale woonsituatie. Overigens werd het optreden van Ossel als wethouder over het geheel als voldoende beoordeeld. In 2010 werd Ossel herbenoemd als wethouder met in zijn portefeuille wonen en wijken, armoedebestrijding, haven, Westpoort, en openbare ruimte en groen. In 2013 kwam Ossel weer in opspraak, nadat hij zijn eerdere plan uit 2010 om samenwonen van meer dan twee personen te koppelen aan een vergunning, had herhaald. Volgens critici zouden door het plan vele duizenden starters en andere kleine verhuurders op straat komen te staan. Ossel kreeg tegelijkertijd de nodige bijval voor zijn grote inzet voor minder kapitaalkrachtigen in de stad en zijn inspanningen op de overspannen Amsterdamse woningmarkt. Hij maakte zijn tweede termijn als wethouder vol. Een panel van deskundigen oordeelde positief over zijn wethouderschap en rekende hem tot de top drie van het college van B&W. Voor zijn inzet en betrokkenheid bij het principebesluit voor de aanleg van een nieuwe zeesluis bij IJmuiden ontving hij van havenondernemers de havenmedaille.    

### Waarnemend burgemeester van Beverwijk
Nadat Han van Leeuwen, de burgemeester van Beverwijk, met ziekteverlof was gegaan werd Ossel daar in september 2014 benoemd tot waarnemend burgemeester. Hij vervulde deze functie ruim 2,5 jaar. In mei 2017 is Martijn Smit daar benoemd tot burgemeester.

### Waarnemend burgemeester in Wijdemeren
Per 12 juni 2017 werd Freek Ossel benoemd tot waarnemend burgemeester in de gemeente Wijdemeren. Hij vervulde deze functie bijna 2,5 jaar. Sinds 19 november 2019 is Crys Larson burgemeester van Wijdemeren. Freek Ossel is sindsdien zelfstandig bestuursadviseur en woont en werkt in Amsterdam. Hij is sinds 2015 voorzitter van Stichting Frascati Theater en vanaf 2017 bestuurslid van Stichting De Waterheuvel. Eerder was hij voorzitter van onder meer Toneelgroep Amsterdam, Paradiso en van Advies- en Begeleiding Centrum voor het Onderwijs in Amsterdam (ABC).  